# Milena Hiemann
Milena Hiemann (* 1. Juli 1997) ist eine deutsche Voltigiersportlerin.

## Werdegang
Milena Hiemann stammt aus dem Rheinland. Sie war von Jugend an vom Reitsport in der Form des Voltigierens interessiert. Deshalb wurde sie Mitglied des Sportvereins RGV Neuss-Grimlinghausen, der eine spezielle Voltigiergruppe, das Team Neuss, unterhielt. Seit 2003  voltigierte sie in der Position als Mittel/Unterfrau, zunächst in der Juniorengruppe, dann auch in der Seniorenabteilung.
Hiemann wurde von ihrem Verein in internationalen Wettkämpfen eingesetzt, bei denen sie mit dem Team Neuss beachtliche Erfolge errang. Zunächst wurde ihr Team 2011 zum ersten Mal Europameister in Team-Voltigieren. Danach gelang dem Team Neuss 2012 der Gewinn der Vizeweltmeisterschaft. Es folgte 2013 zum zweiten Mal der Sieg und damit eine weitere Goldmedaille bei den Europameisterschaften. Höhepunkt ihrer Erfolgsserie war dann schließlich 2014 der erste Platz bei den Voltigierweltmeisterschaften.
2012 erhielt Hiemann eine Einladung des südafrikanischen Verbandes, an den südafrikanischen Voltigiermeisterschaften als Gast teilzunehmen.
Für den Gewinn der Goldmedaille bei den Weltmeisterschaften 2014 erhielten Milena Hiemann und das Team Neuss vom Bundespräsidenten im November 2017 das Silberne Lorbeerblatt.
Außerdem gehörte sie zu den 15 mit der Sportehrenmedaille am 9. Mai 2015 ausgezeichneten Sportlern aus Nordrhein-Westfalen.